# كاروشي

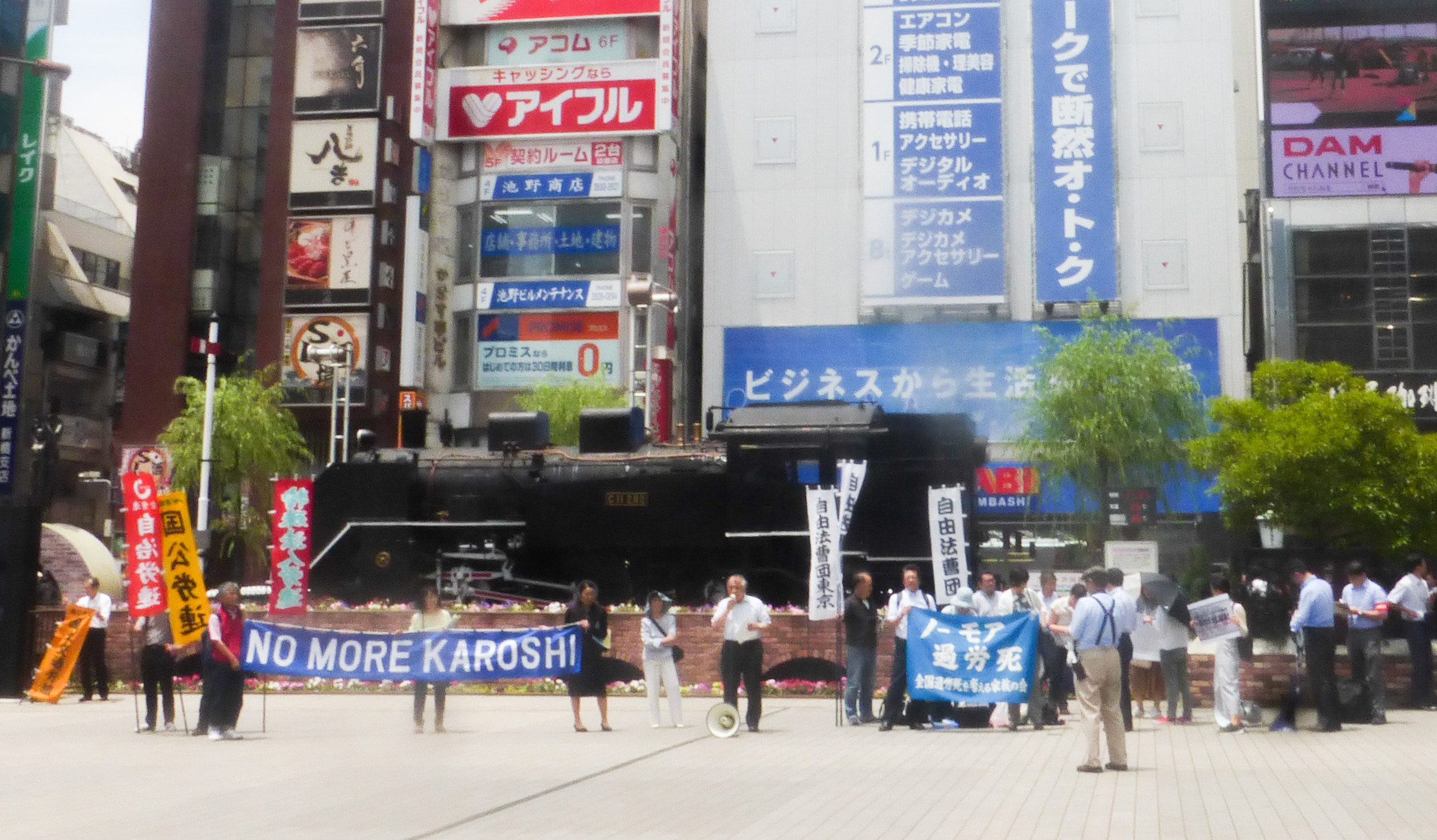
متظاهرون قلة يحتجون على ظاهرة "كاروشي".

كاروشي (باليابانية: 過労死) مصطلح ياباني يعني «الموت من الإرهاق»، يعبر عن الموت الفجائي بسكتة قلبية للموظفين الذين يعانون من ضغط العمل، أو من القلق الكبير،منذ سنة 1970 اعتبر الكاروشي مرض مهني في اليابان.

## شرح الظاهرة
قدم مصطلح كاروشي لأول مرة من قبل ثلاث أطباء Hosokawa ،Tajiri وUehata في كتاب نشر سنة 1982 في وصف مجموعة من الاضطرابات القلبية المرتبطة بالإفراط في العمل.
عرفت أول حالة كاروشي في سنة 1969، كانت لموظف عمره 29 سنة يعمل في خدمة النشر لأحدى أكبر الجرائد اليابانية، توفى الموظف نتيجة سكتة قلبية في مكان عمله بسبب ضغوظ العمل.
تم تسجيل 157 حالة وفاة كاروشي بين أبريل 2005 ومارس 2006 عن طريق الانتحار أو بنوبات قلبية. و173 لحالات مرضية خطيرة.

## وصلات خارجية
- «كاروشي» .. لماذا يعمل هذا الشعب حتى الموت؟